# Hartmut Seeling
Hartmut Seeling (* 15. Mai 1940 in Wuppertal-Barmen; † 9. April 2019 in Düsseldorf) war ein deutscher Maler, Grafiker, Bildhauer, Galerist und Kunsterzieher.

## Leben
Seeling, Sohn des Beamten Oscar Seeling und dessen Ehefrau Margot, geborene Seelheim, studierte von 1961 bis 1967 Kunst an der Düsseldorfer Akademie. Von 1965 bis 1967 war er an der Universität Düsseldorf im Fach Pädagogik eingeschrieben, von 1969 bis 1976 an der Universität zu Köln. Er erwarb das 1. und 2. Staatsexamen (1966, 1968) als Kunsterzieher (Lehramt für höhere Schulen). Von 1969 bis 1975 arbeitete er als Wissenschaftlicher Assistent an der Pädagogischen Hochschule Ruhr bzw. Gesamthochschule Essen in Essen. Seit 1975 wirkte er freischaffender Künstler im Bereich Malerei und Plastik.
In den 1970er und 1980er Jahren schrieb er die erste Dissertation über die Hochschule für Gestaltung Ulm (HfG). Hierzu recherchierte er seit 1972 im HfG-Gebäude das Aktenmaterial, Grafiken, die Modellsammlung und das Fotoarchiv. Weiteres Material erhielt er von ehemaligen Hochschulangehörigen, die er besuchte. 1985 promovierte er mit der Arbeit  Geschichte der Hochschule für Gestaltung Ulm 1953–1968 an der Universität zu Köln zum Dr. phil. Seine Schrift wurde als kontrovers rezipiert. Ende der 1990er Jahre gab Seeling seine sämtlichen, die Doktorarbeit betreffenden Unterlagen an das HfG-Archiv Ulm.
1990 wurde er als Nachfolger von Albert Fürst zum 1. Vorsitzenden des Künstlervereins Malkasten gewählt. Als er zusammen mit Hajo Edelhausen (bis 1989 Schatzmeister) auf die desolaten finanziellen und baulichen Zustände des Vereins und seines Hauses aufmerksam gemacht und den Vorschlag unterbreitet hatte, auf der Grundlage eines Erbbaurechtes eine Bebauung von Teilen des Malkastenparks durch einen Investor zu ermöglichen, stieß er auf großen Widerstand, insbesondere innerhalb der Düsseldorfer Künstlerschaft und der Traditionsvereine. Dies hatte zur Folge, dass sich um Horst Gläsker, Hans Köllges, Ulrike Holthöfer und Uli Sappok eine Initiative zur Verhinderung der Bebauung gründete und sich gegen seine Pläne durchsetzte, woraufhin er und weitere Vorstandsmitglieder am 24. März 1992 zurücktraten. Im Juni 1992 wurde zunächst der Architekt Edmund Spohr sein Amtsnachfolger, wenige Monate später der Akademieprofessor Klaus Rinke. Es gelang, öffentliche Fördermittel für eine Sanierung der Vereinsimmobilie zu generieren.
Seine Ehefrau Brigitte Seeling-Fassbender, die er 1968 geheiratet hatte, hatte ebenfalls an der Kunstakademie Düsseldorf studiert und ist Malerin und Kunsterzieherin. Aus ihrer gemeinsamen Arbeit über Straßenräume und Stadtplätze in Düsseldorf entstand eine Reihe von fünfzig Bildern, die kurz nach seinem Tod als Ausstellung im Stadtmuseum Landeshauptstadt Düsseldorf präsentiert wurde.

## Publikationen
- Die Grundlehre an der HfG Ulm, ein heute noch brauchbares Modell? In: Werk und Zeit. Jahrgang 1984, Heft 3/4, S. 47–50.
- Geschichte der Hochschule für Gestaltung Ulm 1953–1968. Ein Beitrag zur Entwicklung ihres Programms und der Arbeiten im Bereich der Visuellen Kommunikation. Inaugural-Dissertation zur Erlangung des Doktorgrades der Philosophischen Fakultät der Universität zu Köln, Köln 1985.
- mit Brigitte Selling-Fassbender: Straßenräume. Stadtplätze in Düsseldorf. Bilder und Zeichnungen 1997–1999. Aengevelt, Düsseldorf 1999.
- mit Brigitte Seeling-Fassbender: Deutsche Städte in Bildern. Aengevelt, Düsseldorf 2010.